# Åmsele
Åmsele ist ein Ort (Småort) in der Gemeinde Vindeln der schwedischen Provinz Västerbottens län und der historischen Provinz Västerbotten.
Der Ort liegt 80 Kilometer nordwestlich der Provinzhauptstadt Umeå am Fluss Vindelälven. Bis 2015 besaß Åmsele den Status eines Tätort; danach verlor der Ort diesen Status wegen einer zu geringen  Einwohnerzahl.

## Verkehr
Åmsele befindet sich am Länsväg 363 und besitzt einen Bahnhof im etwa fünf Kilometer entfernten Vorort Åmsele station an der Bahnstrecke Hällnäs–Storuman. Der Personenverkehr ist hier allerdings eingestellt. Um eine Kreuzungsmöglichkeit auf der einspurigen Strecke zwischen Hällnäs und Lycksele zu schaffen, wurde die früher vorhandene Kreuzungsmöglichkeit in Åmsele wieder eingerichtet.

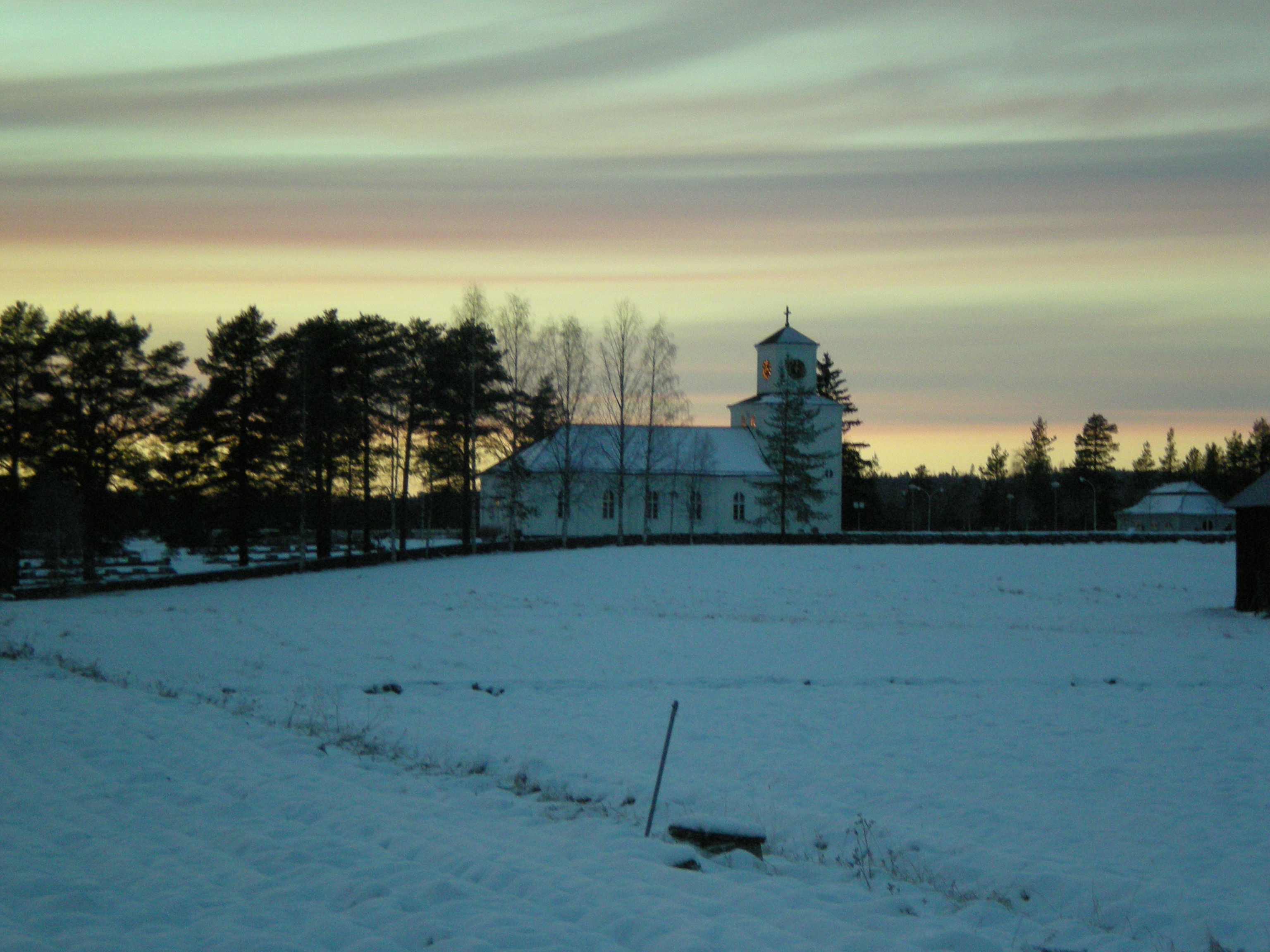
Kirche
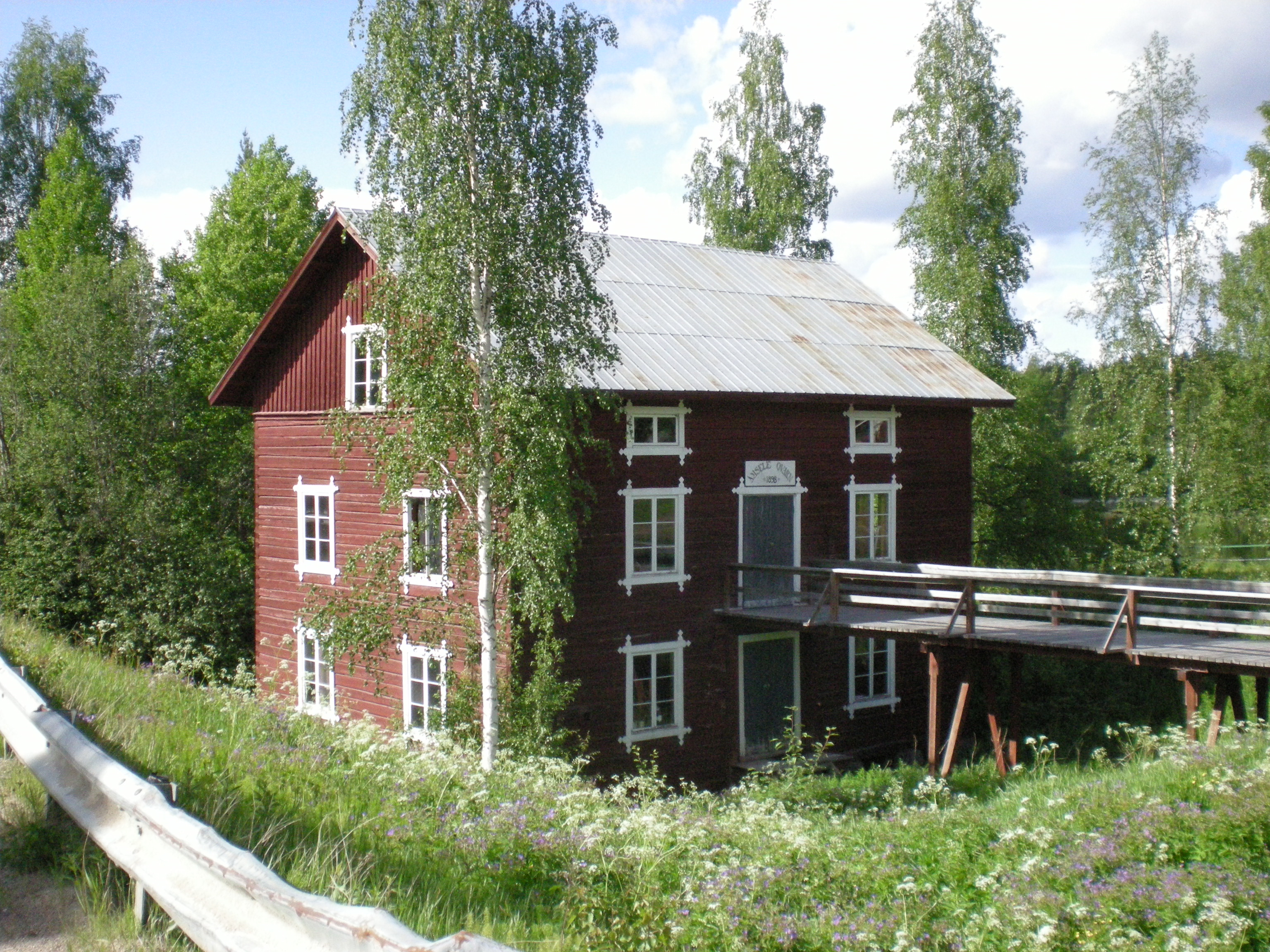
Mühle von 1892
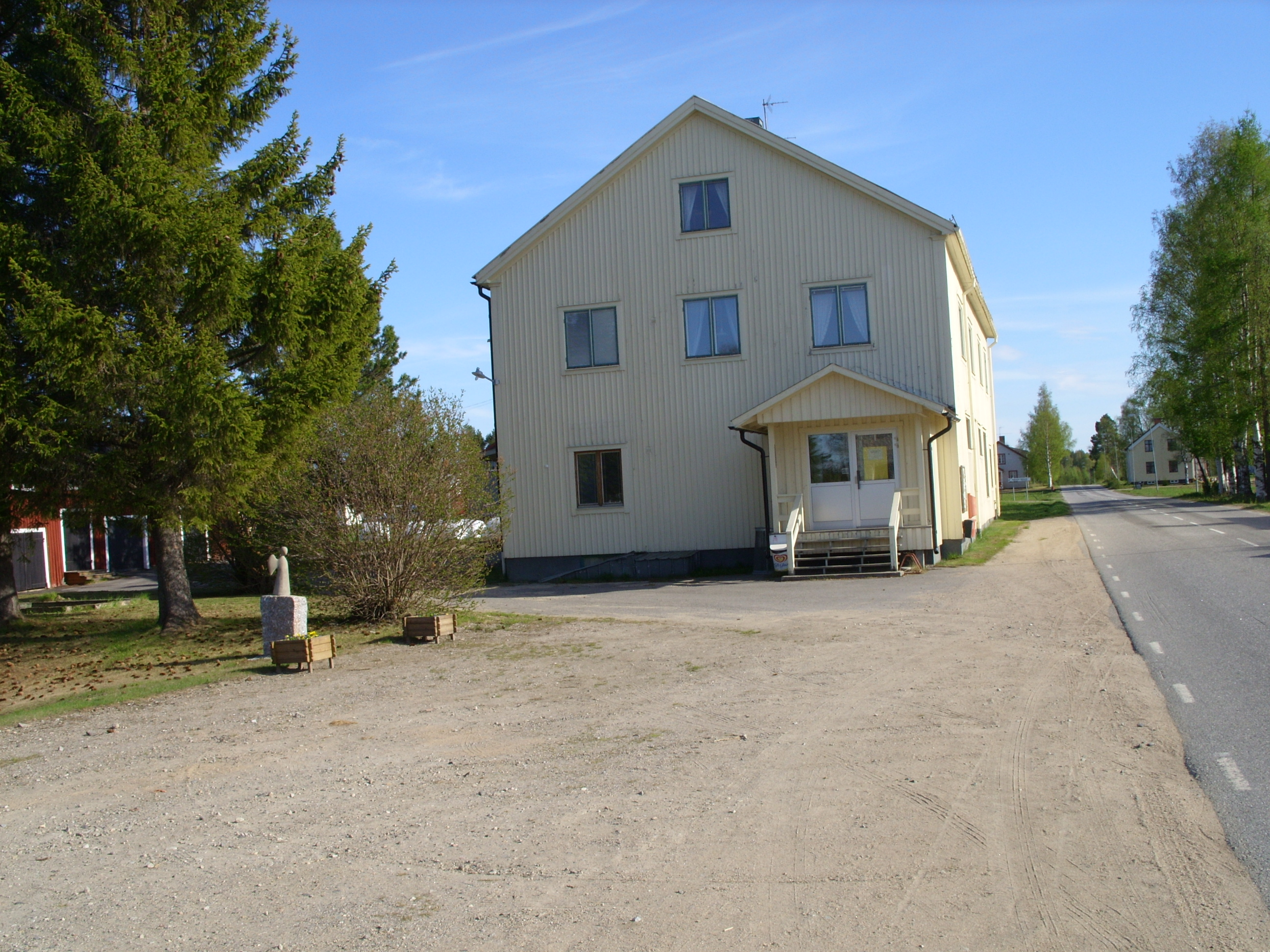
Kulturhuset
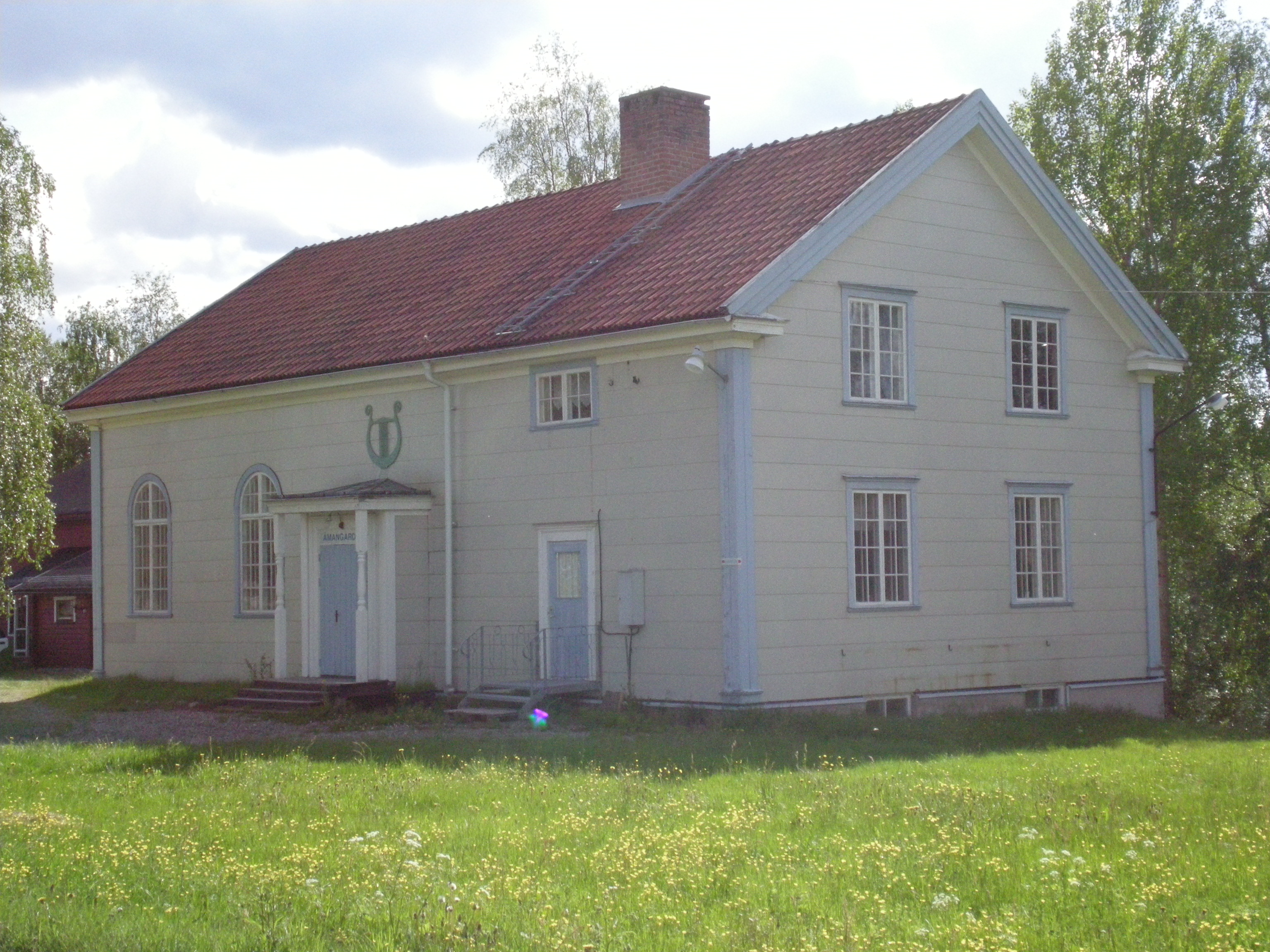
Missionshaus
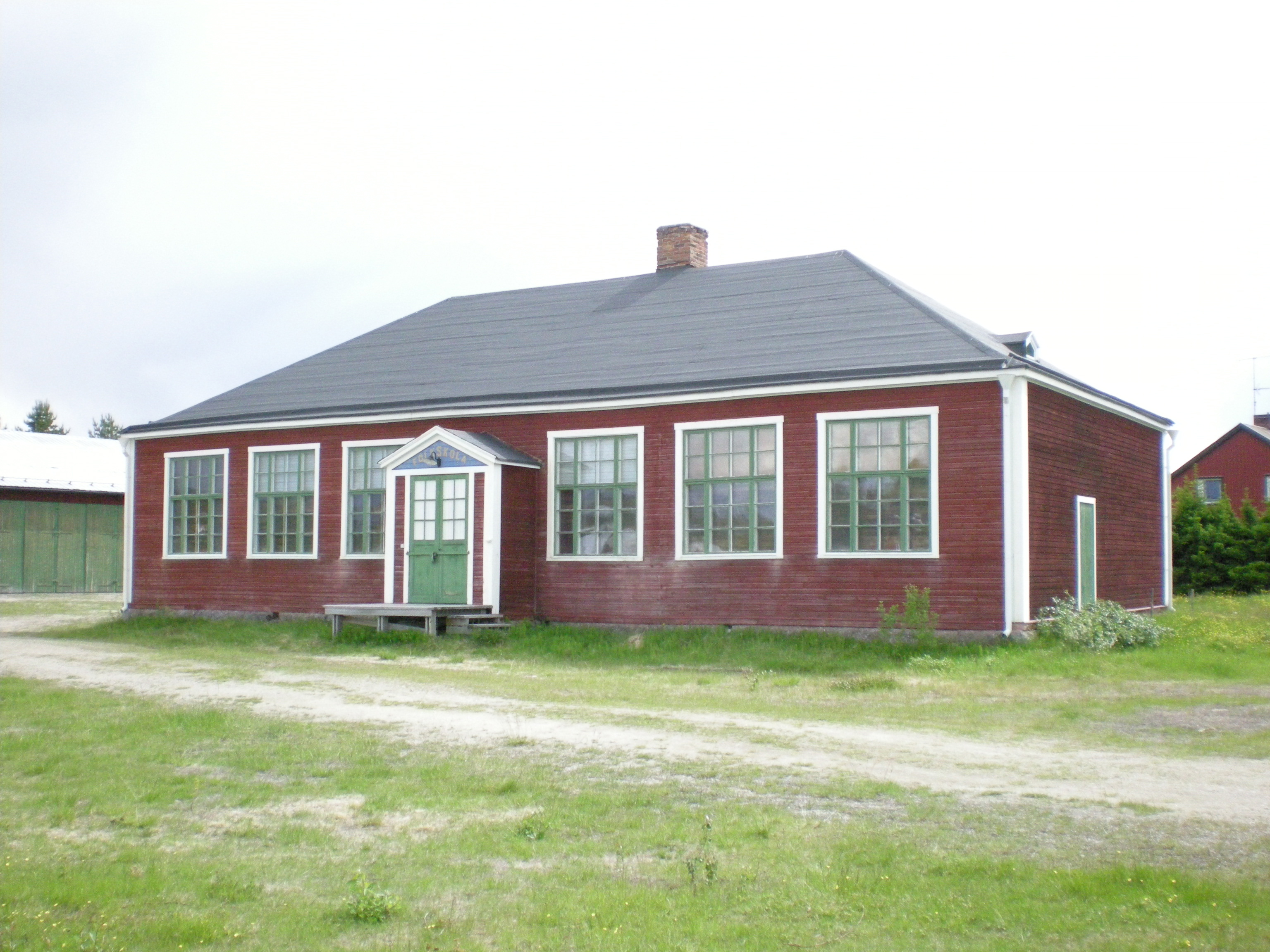
Alte Schule